# Bargagli
Bargagli – miejscowość i gmina we Włoszech, w regionie Liguria, w prowincji Genua.
Według danych na rok 2004 gminę zamieszkiwało 2620 osób, 163,8 os./km².